# Biurrun-Olcoz
Biurrun-Olcoz è un comune spagnolo di 185 abitanti situato nella comunità autonoma della Navarra.